# Pratau
Pratau is een plaats in de Duitse gemeente Lutherstadt Wittenberg, deelstaat Saksen-Anhalt, en telt 2.028 inwoners (2005).